# سفارة المملكة المتحدة في بروكسل
سفارة المملكة المتحدة في بروكسل هي البعثة الدبلوماسية الرئيسية للمملكة المتحدة في بلجيكا.
تقع السفارة في 10 Avenue d'Auderghem ويستضيف المبنى أيضًا بعثة المملكة المتحدة لدى الاتحاد الأوروبي (UKMis).
مارتن شيرمان هو السفير البريطاني لدى بلجيكا منذ يونيو 2019.
تمثل السفارة أيضًا أقاليم ما وراء البحار البريطانية في بلجيكا.

## تاريخ
كانت البعثة البريطانية الأصلية موجودة في فندق de Rodes، في ركن شارع Rue de Spa وشارع Rue de la Loi، وكانت بمثابة مبنى السفارة حتى تم إجلاؤها عند اندلاع الحرب العالمية الثانية. بعد الحرب، تجاوزت السفارة المبنى وتم نقل مقر إقامة السفير إلى شارع دوكالي. توسعت السفارة في المباني القريبة شارع جوزيف الثاني. في الستينيات مع تزايد الضغط على المبنى، انتقلت السفارة والبعثة إلى منزل بريطانيا الذي تم بناؤه بشكل هادف. في السبعينيات، انتقلت بعثة المملكة المتحدة من بريطانيا هاوس إلى 6 Rond-Point Schuman. ومع ذلك، أقامت السفارة الثنائية في منزل بريطانيا حتى التسعينيات عندما انتقلت إلى 85 شارع دي آرلون.
في الوقت الحاضر، تقيم كل من السفارة الثنائية وبعثة المملكة المتحدة لدى الاتحاد الأوروبي في 10 Avenue d'Auderghem . تحتفظ المملكة المتحدة أيضًا بوفد منفصل إلى الناتو مقره في بروكسل ومقره في المقر الرئيسي لحلف الناتو في بوليفارد ليوبولد الثالث.

## إقامة السفير

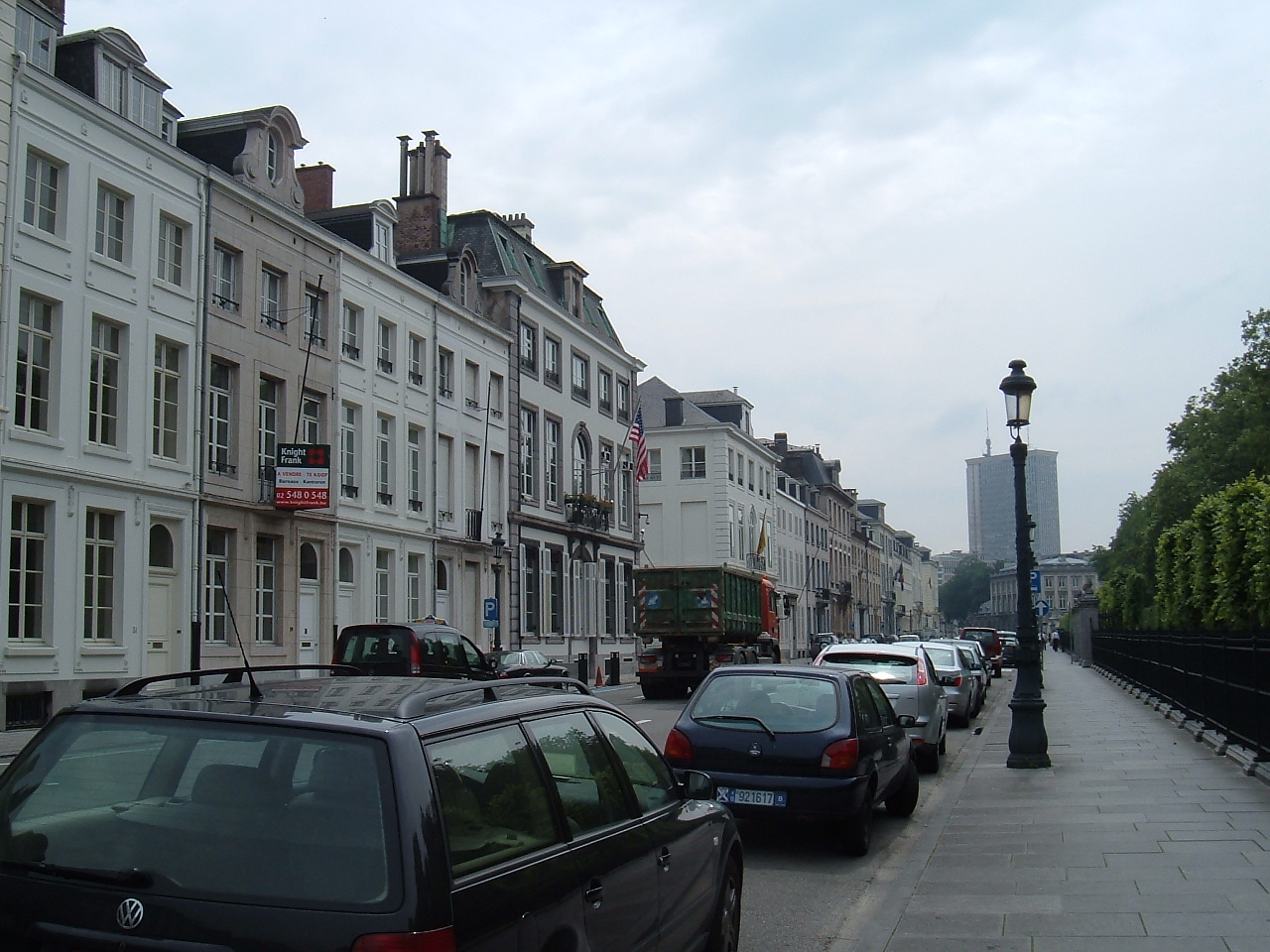
شارع دوكال ، موقع السكن البريطاني.

يقع المقر الرسمي للسفير البريطاني، وهو فندق de Cro السابق، في 17 Rue Ducale. تم بناء المبنى من قبل المهندس المعماري لويس سوفاج حوالي 1911-1913. إنه منزل كبير وأنيق ذو شرفات ويواجه بارك رويال. استحوذت الحكومة البريطانية على المبنى بعد ترميم السفارة بعد نهاية الحرب العالمية الثانية.

## أنظر أيضا
- العلاقات بين بلجيكا والمملكة المتحدة
- قائمة البعثات الدبلوماسية في بلجيكا
- قائمة سفراء المملكة المتحدة لدى بلجيكا